# Ironik
Ironik (* 18. Januar 1988 in London; richtiger Name Michael Laurence) ist ein britischer R&B- und Grime-Musiker.
Ironik begann als 13-Jähriger als Party-DJ und entwickelte sich zu einem international erfolgreichen DJ. Im Sommer 2007 brachte er seine selbstproduzierte Debütsingle So Nice heraus. Sie wurde beim Satelliten-Musiksender Channel U, der für die Förderung britischer Talente bekannt ist, ein großer Erfolg. Weiter vergrößert wurde seine Bekanntheit durch seine MySpace-Seite, die in kurzer Zeit über zwei Millionen Aufrufe verzeichnen konnte. So kam er schließlich zu einem Plattenvertrag mit Asylum Records. Mit Single Nummer 2 Stay with Me hatte er ein Jahr später dann seinen landesweiten Durchbruch. Sie schaffte es bis unter die Top 5 der offiziellen britischen Charts.

## Diskografie
Alben
- No Point in Wasting Tears (2008)

Singles
- So Nice (2007)
- Stay with Me (2008)
- Tiny Dancer (2009, featuring Chipmunk & Elton John)
- Falling in Love (2010, featuring Jessica Lowndes)
- I Love You (2010, featuring Digga)